# Rugby Club Armia
Le Rugby Club Armia est un club géorgien de rugby à XV basé à Tbilissi.

## Historique
Le club de rugby du Rugby Club Armia est créé en 1977.

## Palmarès
- Championnat de Géorgie de rugby à XV :
  - Champion : 2011[1].
- Coupe de Géorgie de rugby à XV :
  - Vainqueur : 2011, 2012[1].